# I Have a Girlfriend
I Have a Girlfriend (난 여자가 있는데?, Nan yeojaga in-neundeLR) è un singolo del cantautore sudcoreano J.Y. Park, pubblicato nel 2001 come primo estratto dall'album Game. La canzone rappresenta uno dei brani più riconoscibili del periodo, grazie alla combinazione di un testo emotivo e un arrangiamento pop e soul, tipico dello stile dell'artista.

## Contesto e produzione
Il brano è stato scritto e prodotto da Park Jin-young, fondatore della JYP Entertainment e figura di spicco nella scena musicale sudcoreana. I Have a Girlfriend è noto per il suo tema romantico e per l'interpretazione appassionata del cantante, accompagnata da coreografie elaborate che hanno caratterizzato le sue performance dal vivo. La canzone è inclusa nell'album Game, pubblicato dopo una breve pausa dall'attività musicale di Park per concentrarsi sulla produzione di altri artisti.

## Composizione e testo
La traccia si caratterizza per un mix di R&B e k-pop, arricchito da un testo che esplora il tema del dilemma sentimentale: un uomo innamorato che, pur essendo in una relazione stabile, sviluppa sentimenti per un'altra persona. Il testo esprime conflitti interiori e rimorsi, rendendo la canzone emotivamente coinvolgente e ben accolta dal pubblico.

## Accoglienza e successo
I Have a Girlfriend ha ricevuto recensioni positive sia dalla critica musicale che dai fan, soprattutto per la vocalità di Park e l'energia delle sue performance dal vivo. La canzone è stata un successo in Corea del Sud, contribuendo a consolidare la posizione di Park come uno degli artisti più influenti del panorama musicale asiatico.

## Performance dal vivo
Durante le esibizioni live, il brano è stato accompagnato da coreografie iconiche, con la partecipazione di ballerini tra cui un giovane Rain, che all'epoca era un membro della compagnia di ballo della JYP Entertainment e in seguito sarebbe diventato una delle principali star del k-pop.

## Impatto culturale
Il brano ha avuto un'influenza significativa, non solo nella carriera di Park Jin-young ma anche nel panorama musicale sudcoreano, ispirando molti artisti della successiva generazione di k-pop. I Have a Girlfriend è ancora oggi considerata un esempio della versatilità artistica di Park.